# 메카드볼의 에피소드 목록
메카드볼의 방영 목록이다.

## 방영 목록
- AGB 닐슨 미디어리서치

30분판의 에피소드 제목은 굵은 글씨 표시.
| 회차         | 회차     | 방송 일자        | 제목                         | 첫 등장한 메카니멀                                   |
| 15분판       | 30분판   | 방송 일자        | 제목                         | 첫 등장한 메카니멀                                   |
| 파트 1       | 파트 1   | 파트 1           | 파트 1                       | 파트 1                                               |
| ------------ | -------- | ---------------- | ---------------------------- | ---------------------------------------------------- |
| 1회          | 1회      | 2021년 9월 4일   | 신비한 메카드볼과 아칸       | 아칸                                                 |
| 2회          | 1회      | 2021년 9월 11일  | 다시 만난 소녀               | 베가볼트                                             |
| 3회          | 2회      | 2021년 9월 18일  | 새로운 적 키라얀             | 캐논와일더                                           |
| 4회          | 2회      | 2021년 9월 25일  | 정체불명의 호호 할머니       | 바이트울프                                           |
| 5회          | 3회      | 2021년 10월 2일  | 공룡 메카니멀 파키라         | 파키라                                               |
| 6회          | 3회      | 2021년 10월 9일  | 하이퍼 포메이션              | 페탕                                                 |
| 7회          | 4회      | 2021년 10월 16일 | 다시 만난 세 친구            | 재즈                                                 |
| 8회          | 4회      | 2021년 10월 23일 | 전갈 메카니멀 디스피온       | 디스피온                                             |
| 9회          | 5회      | 2021년 10월 30일 | 하늘을 나는 유니콘 칼리고    | 칼리고                                               |
| 10회         | 5회      | 2021년 11월 6일  | 앤. 돌핀과 스타터            | 앤. 돌핀                                             |
| 11회         | 6회      | 2021년 11월 13일 | 트윈캐논 드라코스 등장       | 트윈캐논드라코스(드라스 + 코스)                      |
| 12회         | 6회      | 2021년 11월 20일 | 부둣가의 대결                | 파이모스 왈라                                        |
| 13회         | 7회      | 2021년 11월 27일 | 엄마의 비밀과 캐논 파이톤    | 캐논파이톤                                           |
| 14회         | 7회      | 2021년 12월 4일  | 승천하는 캐논 파이톤         |                                                      |
| 15회         | 8회      | 2021년 12월 11일 | 엄마의 위기                  | 베르텔                                               |
| 16회         | 8회      | 2021년 12월 18일 | 다시 일어서는 영웅           | 피닉세이버                                           |
| 17회         | 9회      | 2022년 1월 1일   | 아칸의 스승 피닉세이버       |                                                      |
| 18회         | 9회      | 2022년 1월 8일   | 기암 계곡의 전투             |                                                      |
| 19회         | 10회     | 2022년 1월 15일  | 지옥에서 온 그리폰라이더     | 그리폰라이더                                         |
| 20회         | 10회     | 2022년 1월 22일  | 하이퍼캐논을 찾아서          |                                                      |
| 21회         | 11회     | 2022년 1월 29일  | 그랜드볼의 탄생              |                                                      |
| 22회         | 11회     | 2022년 2월 5일   | 깨어나는 하이퍼캐논          | 하이퍼캐논(라르곤 + 제트곤)                          |
| 23회         | 12회     | 2022년 2월 12일  | 하이퍼 캐논 VS 그리폰라이더  |                                                      |
| 24회         | 12회     | 2022년 2월 19일  | 영웅과 키라얀의 마지막 대결  |                                                      |
| 25회         | 13회     | 2022년 2월 26일  | 폭주하는 그리폰라이더        |                                                      |
| 26회         | 13회     | 2022년 3월 5일   | 왈라의 최후                  |                                                      |
| 파트 2       |          |                  |                              |                                                      |
| 27회         | 14회     | 2022년 4월 9일   | 위기의 용궁                  | 레드론                                               |
| 28회         | 14회     | 2022년 4월 16일  | 바다와 육지의 대결           | 블리츠                                               |
| 29회         | 15회     | 2022년 4월 23일  | 불타버린 창고                |                                                      |
| 30회         | 15회     | 2022년 4월 30일  | 두번째 OMS 세터              | 포스펀처                                             |
| 31회         | 16회     | 2022년 5월 7일   | 돌아온 키라얀                | 테일드래곤                                           |
| 32회         | 16회     | 2022년 5월 14일  | 그리폰라이더와 키라얀의 재회 |                                                      |
| 33회         | 17회     | 2022년 5월 21일  | 미주리의 슬픔                | 트릭스터                                             |
| 34회         | 17회     | 2022년 5월 28일  | 트릭스터의 탈출              | 캐논투바이트                                         |
| 35회         | 18회     | 2022년 6월 4일   | OMS 위원장의 정체            |                                                      |
| 36회         | 18회     | 2022년 6월 11일  | 사막의 메카니멀, 로크        | 로크                                                 |
| 37회         | 19회     | 2022년 6월 18일  | 사라진 아인                  |                                                      |
| 38회         | 19회     | 2022년 6월 25일  | OMS 기지의 결투              |                                                      |
| 39회         | 20회     | 2022년 7월 2일   | 영웅과 빈의 대결             |                                                      |
| 40회         | 20회     | 2022년 7월 9일   | 폭주 메카니멀 캐논 토로      | 캐논토로                                             |
| 41회         | 21회     | 2022년 7월 16일  | 바다의 메카드볼을 찾아서     | 샤투스                                               |
| 42회         | 21회     | 2022년 7월 23일  | 영웅의 위기                  |                                                      |
| 43회         | 22회     | 2022년 7월 30일  | 호호 할머니와의 이별         |                                                      |
| 44회         | 22회     | 2022년 8월 6일   | 돌아온 엄마의 기억           | 안시                                                 |
| 45회         | 23회     | 2022년 8월 13일  | 블랙홀 행성으로              |                                                      |
| 46회         | 23회     | 2022년 8월 20일  | 하나의 팀으로                | 캐논바눔                                             |
| 47회         | 24회     | 2022년 8월 27일  | 드러나는 합체 메카니멀       | 그란데본(레드론 + 그란데본(에어 모드))               |
| 48회         | 24회     | 2022년 9월 3일   | 트라이 세터 컨버전스         |                                                      |
| 49회         | 25회     | 2022년 9월 17일  | 돌아온 블랙코마              |                                                      |
| 50회         | 25회     | 2022년 9월 24일  | 그란데본의 탄생              |                                                      |
| 51회         | 26회     | 2022년 10월 1일  | 한 박사의 탈출               |                                                      |
| 52회         | 26회     | 2022년 10월 8일  | 지구 최후의 대전             |                                                      |
| 파트 3(메가) |          |                  |                              |                                                      |
| 53회         | 27회     | 2022년 11월 5일  | 지구의 위기                  |                                                      |
| 54회         | 27회     | 2022년 11월 12일 | 뜻밖의 지원군                |                                                      |
| 55회         | 28회     | 2022년 11월 19일 | 의문의 소녀 안젤라           |                                                      |
| 56회         | 28회     | 2022년 11월 26일 | 합체 메카니멀, 아칸스피어    | 아칸스피어(아칸 + 스피어헤드(컴뱃카A + 컴뱃카B))     |
| 57회         | 29회     | 2022년 12월 10일 | 블랙 미러클의 세터 이오      |                                                      |
| 58회         | 29회     | 2022년 12월 17일 | 아칸스피어와 그란데본의 대결 |                                                      |
| 59회         | 30회     | 2022년 12월 24일 | 사라진 레드 웜홀로           | 페탕크란츠(페탕 + 크란츠(베노피온 + 트윈소어드래곤)) |
| 60회         | 30회     | 2022년 12월 31일 | 페탕과 크란츠                |                                                      |
| 61회         | 31회     | 2023년 1월 7일   | 키라얀과 이오의 대결         |                                                      |
| 62회         | 31회     | 2023년 1월 14일  | 합체 메카니멀 전쟁           |                                                      |
| 63회         | 32회     | 2023년 1월 21일  | 두번째 재난                  |                                                      |
| 64회         | 32회     | 2023년 1월 28일  | 팔로노이드의 등장            | 팔로노이드(우라노이드 + 팔론)                        |
| 65회         | 33회     | 2023년 2월 4일   | 소피아의 과거                |                                                      |
| 66회         | 33회     | 2023년 2월 11일  | 심해의 울프닉스              | 울프닉스(바이트울프 + 이그닉스)                      |
| 67회         | 34회     | 2023년 2월 18일  | 팔로노이드의 약점            |                                                      |
| 68회         | 34회     | 2023년 2월 25일  | 오랜만에 찾아온 평화         |                                                      |
| 69회         | 35회     | 2023년 3월 4일   | 블루 하이랜드의 위기         |                                                      |
| 70회         | 35회     | 2023년 3월 11일  | 의문의 테라볼                |                                                      |
| 71회         | 36회     | 2023년 3월 18일  | 테라볼 프로젝트              |                                                      |
| 72회         | 36회     | 2023년 3월 25일  | 남극점 전투                  |                                                      |
| 73회         | 37회     | 2023년 4월 1일   | 궁극의 메카드볼 테라볼       |                                                      |
| 74회         | 37회     | 2023년 4월 8일   | 지구는 대혼돈 속으로         |                                                      |
| 75회         | 38회     | 2023년 4월 15일  | 테라볼 메카니멀 테라핀       | 테라핀                                               |
| 76회         | 38회     | 2023년 4월 22일  | 합체! 메가아칸               | 메가아칸(아칸스피어 + 울프닉스)                      |
| 77회         | 39회(完) | 2023년 4월 29일  | 다섯명의 메카드볼 세터       |                                                      |
| 78회(完)     | 39회(完) | 2023년 5월 6일   | 돌아온 평화와 삼신여신       |                                                      |